# Littledalea alaica
Littledalea alaica, vrsta trajnice iz porodice trava. L. alaica je rizomatski geofit u umjerenom biomu, raširen u središnjoj Aziji (Kirgistan, Kazahstan i Tadžikistan) i u Kini (Qinghai) i Tibetu.. 
Naraste od 15 do 25 cm. Raste po kamenitim planinskim padinama i pijescima. I samo ime vrste dolazi po Alajskim planinama u Kirgistanu, a raste i na Pamiru u Tadžikistanu.

## Sinonimi
- Bromus alaicus Korsh.; Zap. Imp. Akad. Nauk Fiz.-Mat. Otd., ser. 8, 4(4): 101 (1896 publ. 1897)